# Trifena
Trifena (en griego: Τρύφαινα: Τρύφαινα; nacida aproximadamente 141 a. C.-muerta en 111 a. C.), fue una princesa ptolemaica. Casó con el rey Antíoco VIII Gripo y fue reina del Imperio seléucida (124-111 a. C.).

## Vida
A menudo se supone que Trifena también llevaba el nombre Cleopatra, pero esto no ha sido atestiguado. Fue la hija mayor del rey egipcio Ptolomeo VIII y su sobrina y esposa Cleopatra III. Por tanto, fue hermana de Ptolomeo IX, Ptolomeo X, Cleopatra IV y Cleopatra Selene I.
En 124 a. C. Ptolomeo VIII ya no apoyaba al pretendiente al trono seléucida, Alejandro II Zabinas, sino a Antíoco VIII Gripo, el hijo de Demetrio II Nicátor y Cleopatra Tea. Así que Ptolomeo VIII casó a su hija Trifena con Antíoco VIII y también le envió refuerzos. La pareja tuvo cinco hijos: Seleuco VI Epífanes, su gemelo Antíoco XI Epífanes, Filipo I Filadelfo, Demetrio III Eucarios, y Antíoco XII Dioniso. Trifena también dio a su marido una hija llamada Laódice, que se convirtió en la mujer de Mitrídates I de Comagene.
En 112 a. C., Antíoco VIII derrotó a su medio hermano y rival Antíoco IX Ciciceno, y tomó Antioquía, donde estaba Cleopatra IV, la mujer de este último. Trifena odiaba a su hermana Cleopatra IV, que se había refugiado en el templo de Apolo, y la buscaba para matarla. Ella acusó a Cleopatra IV de introducir ejércitos extranjeros en la disputa entre los medio hermanos seléucidas, y de casarse fuera de Egipto, contra el deseo de su madre. Antíoco VIII pidió a su mujer, en vano, salvaguardar a su hermana. Decía que sus antepasados nunca habían tratado tan agresivamente a las mujeres, añadiendo que el templo, donde Cleopatra IV se había refugiado, era sagrado, y que había que respetar a los dioses, con cuya ayuda había ganado. Pero Trifena no pudo ser persuadida por su marido y ordenó a varios soldados ejecutar a su hermana, los cuales penetraron en el templo y asesinaron a Cleopatra IV. Antes de morir Cleopatra IV maldijo a sus asesinos y dejó su venganza a la discreción de los deshonrados dioses. Un año más tarde (111 a. C.), Trifena fue hecha prisionera por Antíoco IX, después de que éste hubiera batido a su hermano en otra batalla. Antíoco IX la hizo ejecutar y la sacrificó de este modo a los manes de su esposa.